# Aphidecta
Genre
Aphidecta est un genre d'insectes coléoptères de la famille des Coccinellidae.

## Espèces
En Europe, ce genre ne comprend qu'une espèce :
- Aphidecta obliterata (Linnaeus 1758)

## Espèce fossile
Selon Paleobiology Database en 2023, ce genre n'a qu'une espèce fossile référencée :
- †Aphidecta marginata (Förster, 1891)[2].

## Galerie

Aphidecta obliterata vivante - détails
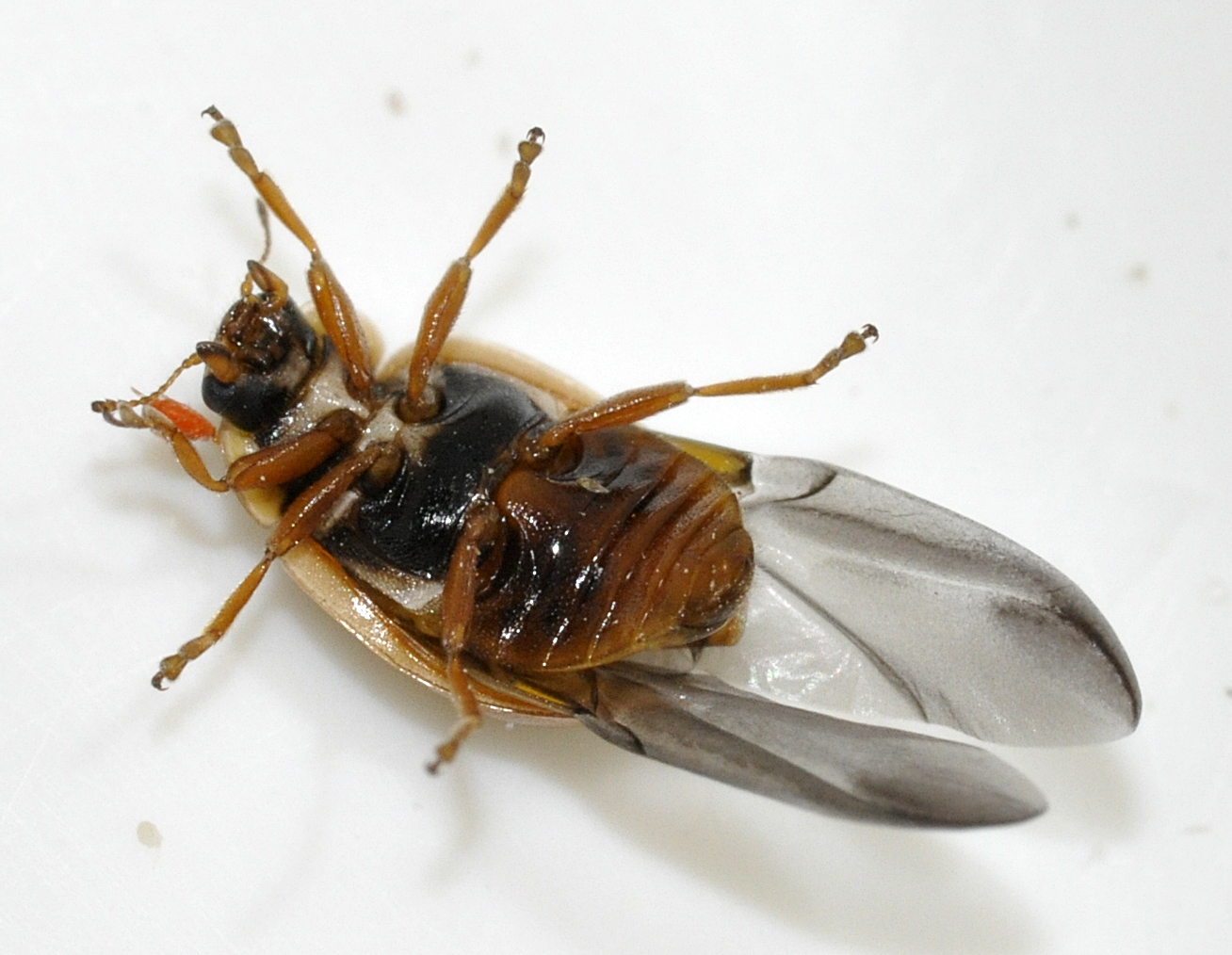
avec ailes.
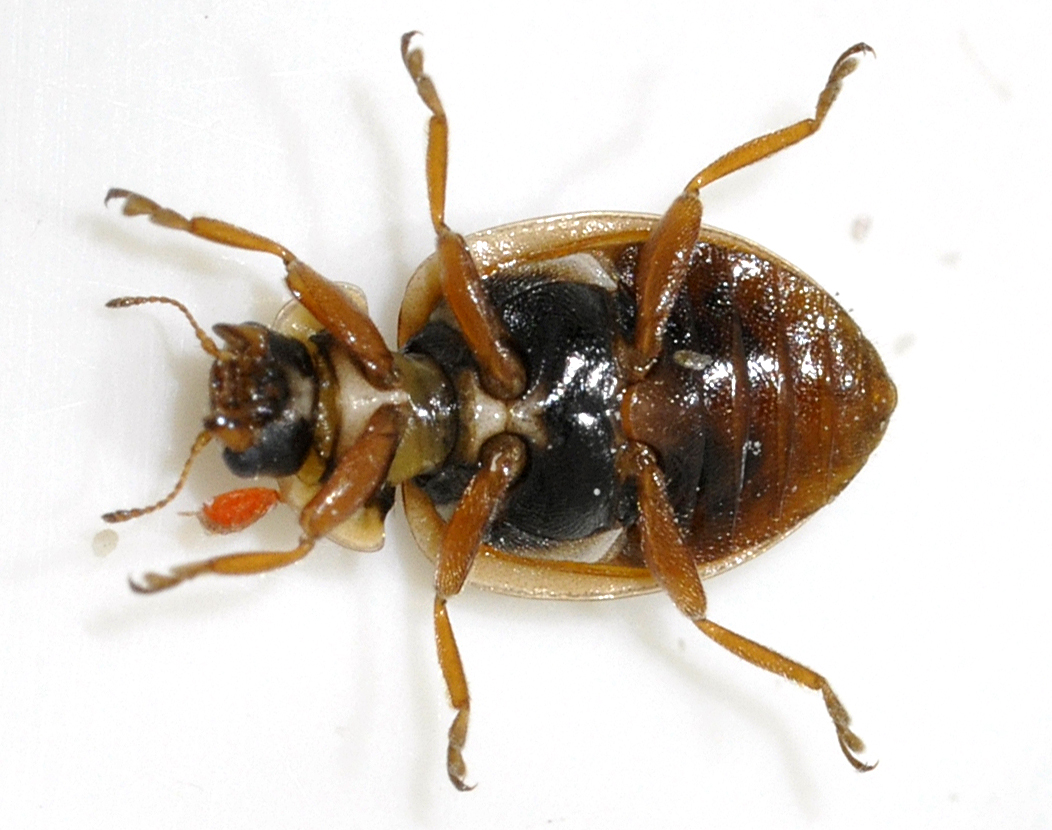
sur le dos.
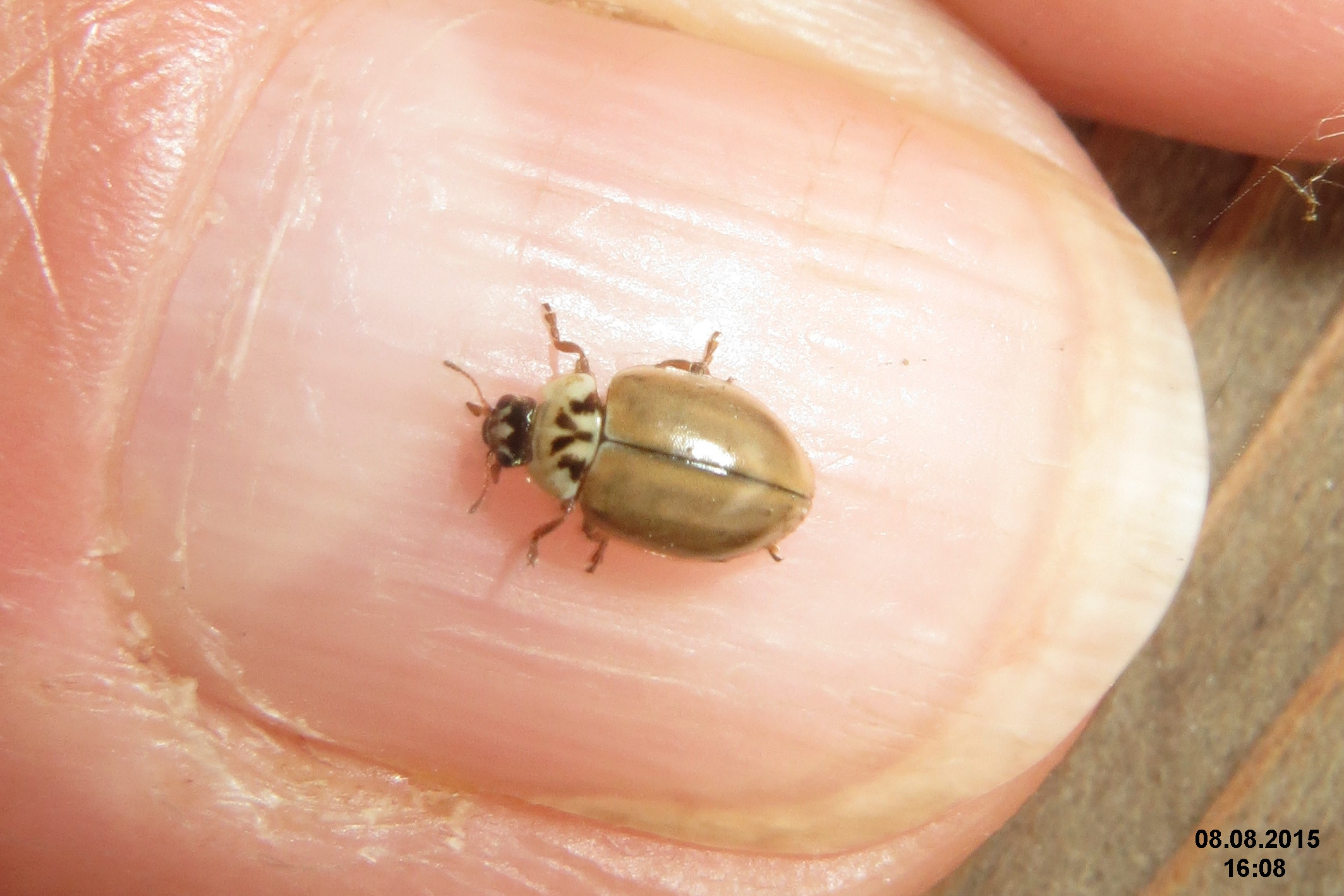
sur un ongle
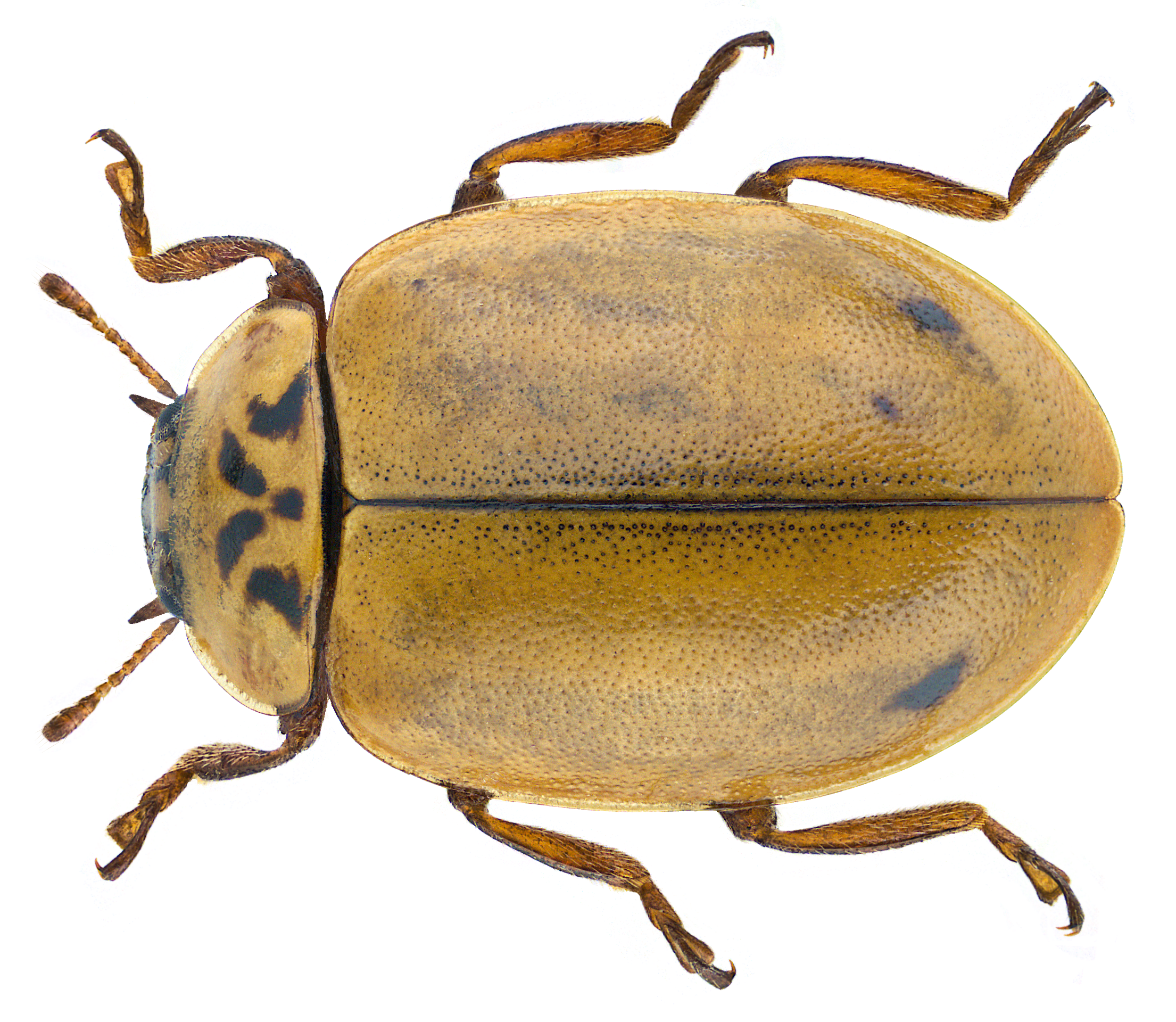
vue de dos.